# Bathylamprops michelae
Bathylamprops michelae är en kräftdjursart som beskrevs av Daniel Reyss 1978. Bathylamprops michelae ingår i släktet Bathylamprops och familjen Lampropidae. Inga underarter finns listade i Catalogue of Life.